# Buschra al-Assad

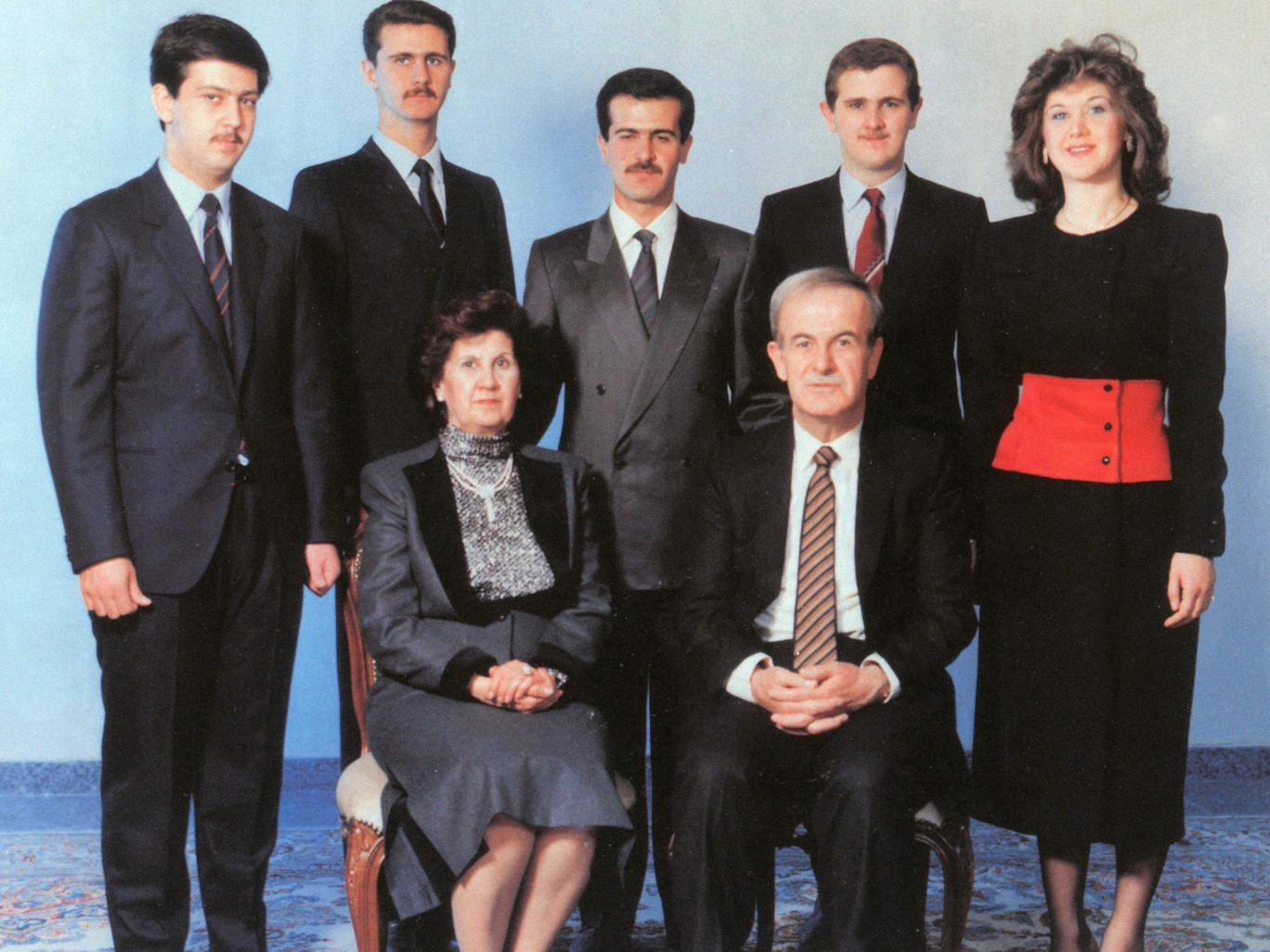
Die Familie al-Assad 1985; vorne (von links): Anisa Machluf und Hafiz al-Assad; hinten (von links): Mahir, Baschar, Basil, Majed, Buschra

Buschra al-Assad (arabisch بشرى الأسد; * 24. Oktober 1960) ist die zweite Tochter des im Jahr 2000 verstorbenen syrischen Präsidenten Hafiz al-Assad und dessen Ehefrau Anisa Machluf. Ihr fünf Jahre jüngerer Bruder ist Baschar al-Assad, der seinem Vater als Diktator Syriens folgte. Sie ist die Witwe von Asif Schaukat, dem früheren Chef des syrischen Militärgeheimdienstes, der am 18. Juli 2012 bei einem Anschlag getötet wurde.

## Kindheit, Jugend und Ausbildung
Buschra al-Assad wurde als zweite Tochter des Ehepaars al-Assad geboren. Das erste Kind, ebenfalls eine Tochter mit dem Namen Buschra, war zuvor als Säugling gestorben. Im Laufe der Jahre kamen vier männliche Geschwister hinzu, Basil, Baschar, Mahir und Majed, der geistig zurückgeblieben war und im Dezember 2009 nach langer Krankheit starb.
Buschra entwickelte eine enge Bindung zu ihrem Vater, dem sie als charakterlich ähnlich gilt. Sie wird als Frau von „eiserner Entschlossenheit“ und als „romantisch“ beschrieben sowie als „durchsetzungsstark“ und „dominant“. Erwähnt wird ebenfalls ihre außerordentliche Intelligenz, die die aller vier Brüder übersteigen soll.
1982 machte sie an der Universität Damaskus einen Abschluss in Pharmazie.

## Beziehung zu Asif Schaukat
In den späten 1980er Jahren lernte Buschra den geschiedenen Armeeoffizier Asif Schaukat kennen, der bereits fünf Kinder hatte und im Ruf eines Frauenhelden stand. Zwischen beiden entwickelte sich eine heftige Liebesbeziehung, die insbesondere bei ihrem Vater und ihrem ältesten Bruder Basil auf wenig Gegenliebe stieß. Basil ließ Schaukat deshalb insgesamt dreimal einsperren, was der Liebe aus Sicht des Paares aber wohl eher noch zusätzliche Tiefe verlieh.
Nach Basils Tod durch einen Autounfall 1994 setzte Buschra gegenüber ihrem Vater schließlich die Ehe mit Schaukat durch und heiratete ihn Anfang 1995, was allerdings in den staatlichen Medien verschwiegen wurde. Schaukat bewies jedoch schnell seine Fähigkeiten und stieg rasch innerhalb des Militärgeheimdienstes auf. Buschra trieb gleichzeitig Reformen im pharmazeutischen Sektor voran und machte Syrien dadurch größtenteils autark, was die Herstellung von Medikamenten betraf.

## Einfluss auf die syrische Politik
In den Jahren nach 1994, als sich auch die Gesundheit von Hafiz al-Assad deutlich verschlechterte und sein Tod sich abzeichnete, bewies Buschra mehrfach ihre Fähigkeiten als Strippenzieherin. Sie etablierte eine Freundschaft zwischen Schaukat und Baschar, dem designierten Nachfolger ihres Vaters als Staatschef. Die Rivalität zwischen ihrem Bruder Mahir und Schaukat, die im Oktober 1999 derart eskalierte, dass Mahir Schaukat bei einem Streit in den Magen schoss, dämmte sie ein und erzwang eine Art Waffenstillstand. Ebenso konnte sie ihren Vater dazu überreden, Schaukat weitreichende Befugnisse im Militärgeheimdienst zu geben.
Nach dem Tod ihres Vaters im Jahr 2000 sorgte sie ein weiteres Mal dafür, dass Schaukat wichtige Führungspositionen erhielt, wohl auch, um den politisch unerfahrenen Baschar dabei zu unterstützen, die politische Dominanz der al-Assad-Familie zu sichern. 2005 bewahrte sie Schaukat davor, im Rahmen der UN-Untersuchung zum Mord an Rafiq al-Hariri aussagen zu müssen.
In der Beziehung zwischen Schaukat und Mahir bewies Buschra ein außerordentliches Verhandlungstalent und konnte die beiden durch ihre Hartnäckigkeit zu einer freundschaftlichen Aussöhnung bewegen. Konkurrenz erwuchs Buschra allerdings seit Baschars Heirat Ende 2000 durch dessen Ehefrau Asma al-Assad. Buschra, die sich immer an den Kodex der öffentlichen Unsichtbarkeit der Frauen in der al-Assad-Familie gehalten hatte, war offenbar nicht mit Asmas großer öffentlicher Präsenz und ihrem sozialen Engagement einverstanden. Streit gab es auch über die Verwendung des Titels „First Lady“, den Buschra für ihre Mutter Anisa in Anspruch nahm. Deren erster öffentlicher Auftritt seit dem Tod ihres Mannes bei der Eröffnung des ständigen Büros der Arabischen Frauenunion im April 2006 stand möglicherweise mit diesem Streit im Zusammenhang.
Aufgrund ihres Einflusses und ihres Rufs als Machthaber im Hintergrund wurden Buschra al-Assad und Asif Schaukat in der syrischen Bevölkerung oftmals als „Königspaar“ bezeichnet.